# Лімесгайн
Лімесгайн (нім. Limeshain) — сільська громада в Німеччині, знаходиться в землі Гессен. Підпорядковується адміністративному округу Дармштадт. Входить до складу району Веттерау.
Площа — 12,52 км2. Населення становить 5719 ос. (станом на 31 грудня 2020).